# Onze-Lieve-Vrouw-van-de-Rozenkranskerk (Westrode)

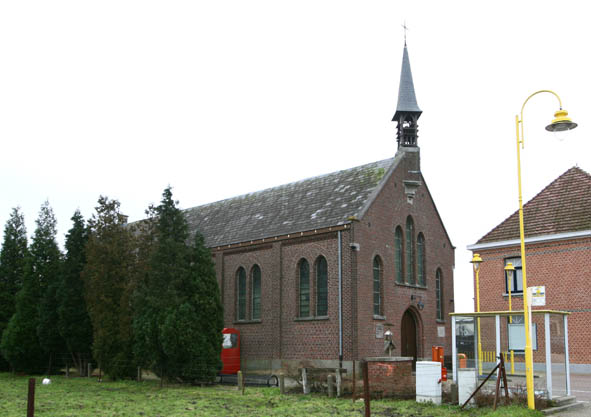
Onze-Lieve-Vrouw-van-de-Rozenkranskerk

De Onze-Lieve-Vrouw-van-de-Rozenkranskerk is de parochiekerk van de tot de Vlaams-Brabantse gemeente Meise behorende plaats Westrode, gelegen aan de Jan Hammeneckerstraat.

## Geschiedenis
Westrode werd in 1898 een zelfstandige parochie. Al in 1897 werd de kerk gewijd.
Het betreft een eenvoudige bakstenen zaalkerk waarvan de westgevel voorzien is van een klein overhoeks klokkentorentje. Het koor is vlak afgesloten. Het interieur wordt overkluisd door een houten tongewelf.
De kruiswegstaties zijn van 1930 en werden geschilderd door Tony Van Os. Het altaar is neogotisch en er is een communiebank van 1756 die uit Mariekerke afkomstig is.